# Puya compacta
Puya compacta är en gräsväxtart som beskrevs av Lyman Bradford Smith. Puya compacta ingår i släktet Puya och familjen Bromeliaceae. IUCN kategoriserar arten globalt som akut hotad.
Artens utbredningsområde är Ecuador. Inga underarter finns listade i Catalogue of Life.